# 아름다운 유혹 (영화)
《아름다운 유혹》(영어: An Eye for Beauty, 프랑스어: Le Règne de la beauté)은 2014년 공개된 캐나다의 영화이다.

## 출연

### 주연
- 에릭 브루노
- 멜라니 티에리
- 마리 조지 크로즈
- 멜라니 머코스키

## 기타
- 세트: 짐 램비
- 의상: 마리-샨텔 베일랜코트
- 배역: 데아드르 보웬